# 辰斯王
辰斯王（しんしおう、生年不詳 - 392年）は、百済の第16代の王（在位：385年 - 392年）。第14代の近仇首王の次男であり、先代の枕流王の弟に当たる。

## 来歴
諱・諡の考察には、『晋書』巻九・孝武帝本紀太元11年（386年）夏4月条に「百済王世子余暉」として百済王の諱と思われる人名が現れる。この余暉を「世子」の表現から阿莘王に相当すると見る説もあるが、年次の面から辰斯王に比定する説が多い。『三国史記』においては諱を「暉」とする百済王の記述は見られない。

## 生涯

### 即位
『三国史記』によれば、385年乙酉11月、先代の枕流王が薨去したときに太子（後の阿莘王）が幼かったために、辰斯王が王位についたとある。『日本書紀』では神功皇后摂政の乙酉年、『百済記』の引用として「枕流王の薨去の際に王子の阿花（阿莘王）が年少であったので、叔父の辰斯が王位を簒奪した」とある。

### 治世
386年春には、15歳以上の国民を用いて関防（防衛用の長城）を築かせて北辺の高句麗に備えるとともに、同年夏には東晋から＜使持節・都督・鎮東将軍・百済王＞に封じられ、百済の伝統である「東晋から百済の連携で高句麗に対抗しようとする態勢」は整えられた。しかし、390年9月までは高句麗への侵略は成功しているものの、391年以降は高句麗・濊貊(三国史記が表記する所の靺鞨)の進入を受けて敗戦を続けた。特に392年に高句麗の広開土王が4万の兵を率いて侵略してくると、漢水（漢江）以北の諸城はほとんど高句麗に奪われることとなった。

### 最期
高句麗に漢水以北を奪われた後、在位8年にして392年壬辰11月、薨去した。『三国史記』百済本紀・辰斯王紀では、狗原まで田猟に出て翌月になっても帰らず、狗原の行宮において薨去したと記す。『日本書紀』では、応神天皇3年壬辰、天皇に対し無礼があり問責のため紀角宿禰らが日本から遣わされたところ、百済の国臣が辰斯王を殺したため、阿花（阿莘王）が王に立てられたと伝えている。

## 考証
『日本書紀』の「失禮於貴国天皇」の「失禮」とは、倭に反して高句麗に通じたことであるとされる。